# Dürboslar
Dürboslar is een plaats in de Duitse gemeente Aldenhoven, deelstaat Noordrijn-Westfalen, en telt 703 inwoners (2007).

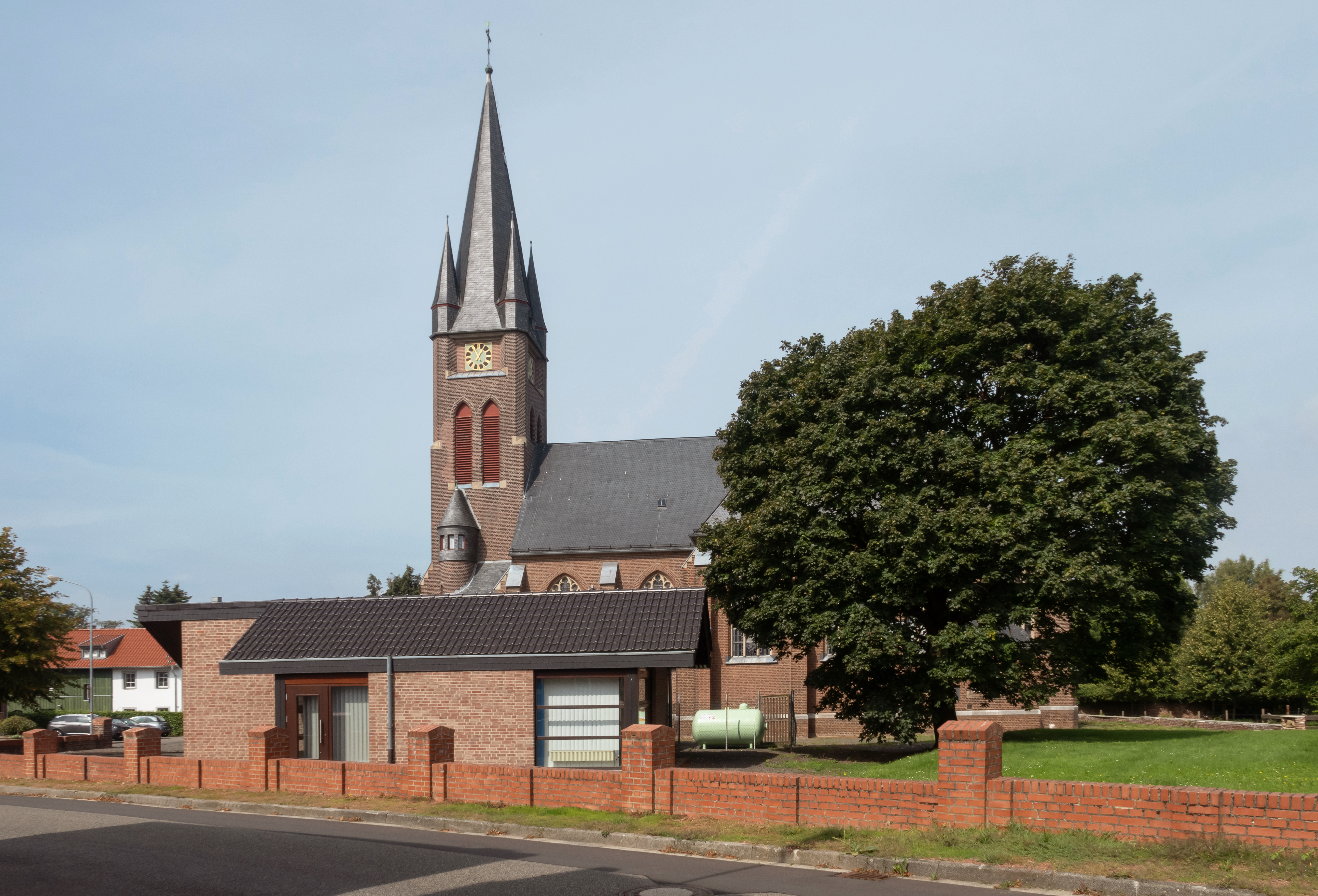
Dürboslar, Sankt Ursula Kirche

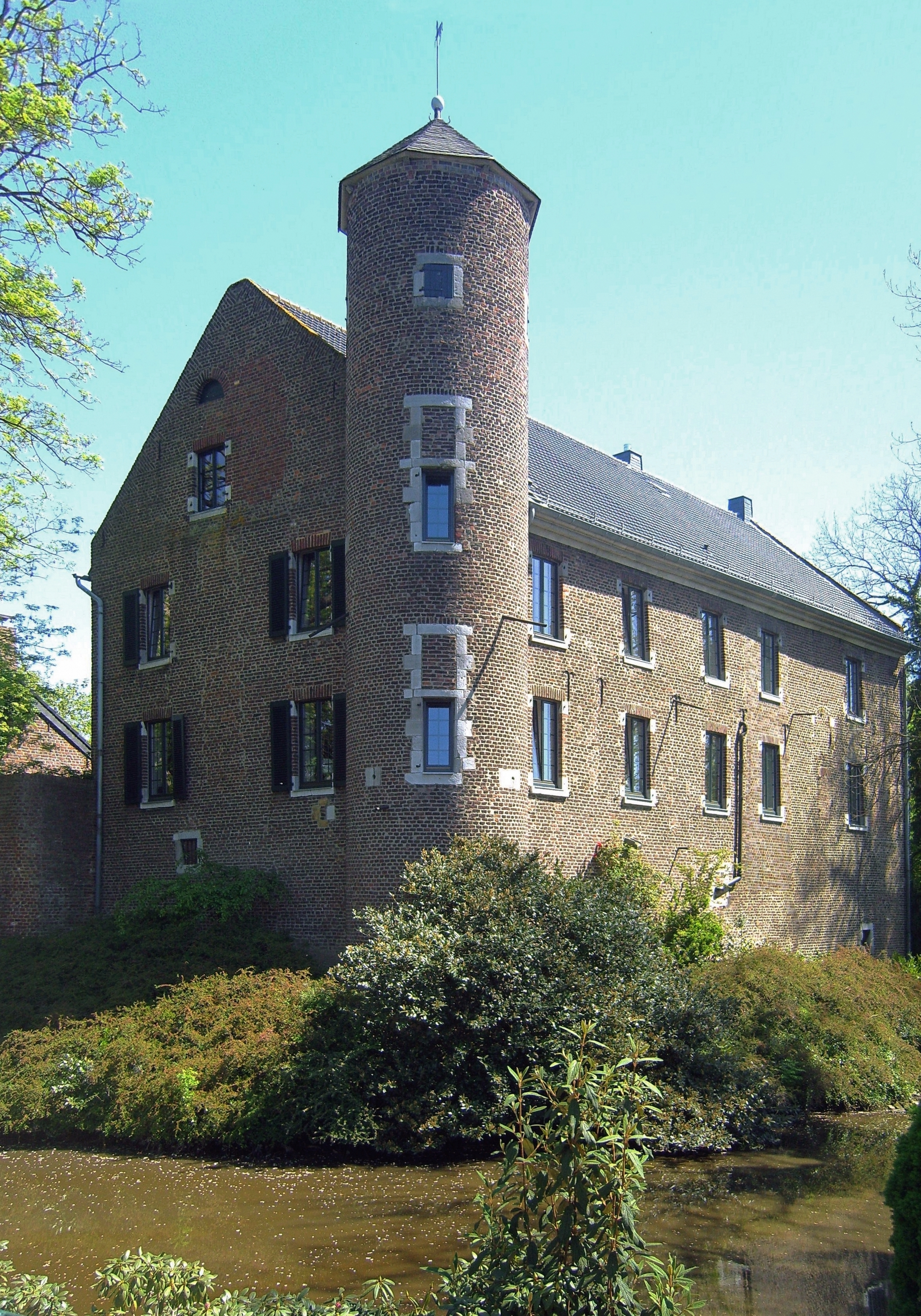
Burcht